# Winfried Nöth
Winfried Nöth (né le 12 septembre 1944 à Gerolzhofen) est un linguiste et sémiotique allemand.

## Biographie
Après avoir obtenu son diplôme d'études secondaires à Brunswick en 1963, Nöth étudie l'anglais, le français et le portugais à Münster, Genève, Lisbonne et Bochum de 1965 à 1969 et obtient un doctorat en 1971 à l'Université de la Ruhr à Bochum avec une thèse qui reçoit le prix universitaire. Toujours à Bochum, il termine son habilitation en 1976 en tant qu'assistant de Walter A. Koch (de), enseigne à Bochum et Aix-la-Chapelle avant d'être nommé professeur ordinaire (C4) de linguistique anglaise à l'Université de Cassel en 1978.
En 1985, Nöth arrive à l'Université du Wisconsin à Green Bay, aux États-Unis, en tant que professeur invité, et en 1994 à l'Université pontificale catholique de São Paulo au Brésil. Depuis 1999, il est directeur du Centre scientifique de recherche culturelle de l'Université de Cassel et président de la Société allemande de sémiotique. Son manuel de sémiotique (publié pour la première fois en 1985) donne un aperçu complet de l'histoire et des diverses directions de la sémiotique et présente ses représentants les plus importants.

## Travaux
- Winfried Nöth: Strukturen des Happenings. Olms, Hildesheim/New York 1972 (Studia Semiotica, Series Practica, 4).
- Winfried Nöth: Semiotik: Eine Einführung mit Beispielen für Reklameanalysen. Niemeyer, Tübingen 1975 (Anglistische Arbeitshefte, 4).
- Winfried Nöth: Dynamik semiotischer Systeme: Vom altenglischen Zauberspruch zum illustrierten Werbetext. Metzler, Stuttgart 1977.
- Winfried Nöth: Literatursemiotische Analysen – zu Lewis Carrolls Alice-Büchern. Narr, Tübingen 1980 (Kodikas/Code Supplement, 5).
- Winfried Nöth: Handbuch der Semiotik. 2., vollständig neu bearbeitete Auflage. Metzler, Stuttgart/Weimar 2000 (Rezension).
- Winfried Nöth/Nina Bishara/Britta Neitzel: Mediale Selbstreferenz: Grundlagen und Fallstudien zu Werbung, Computerspiel und Comics. Halem, Köln 2008.